# Martillo

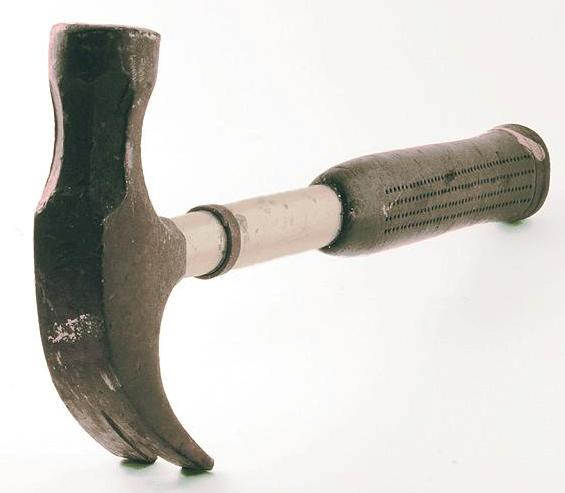
Un martillo de orejas, llamado también martillo galponero o de uña.

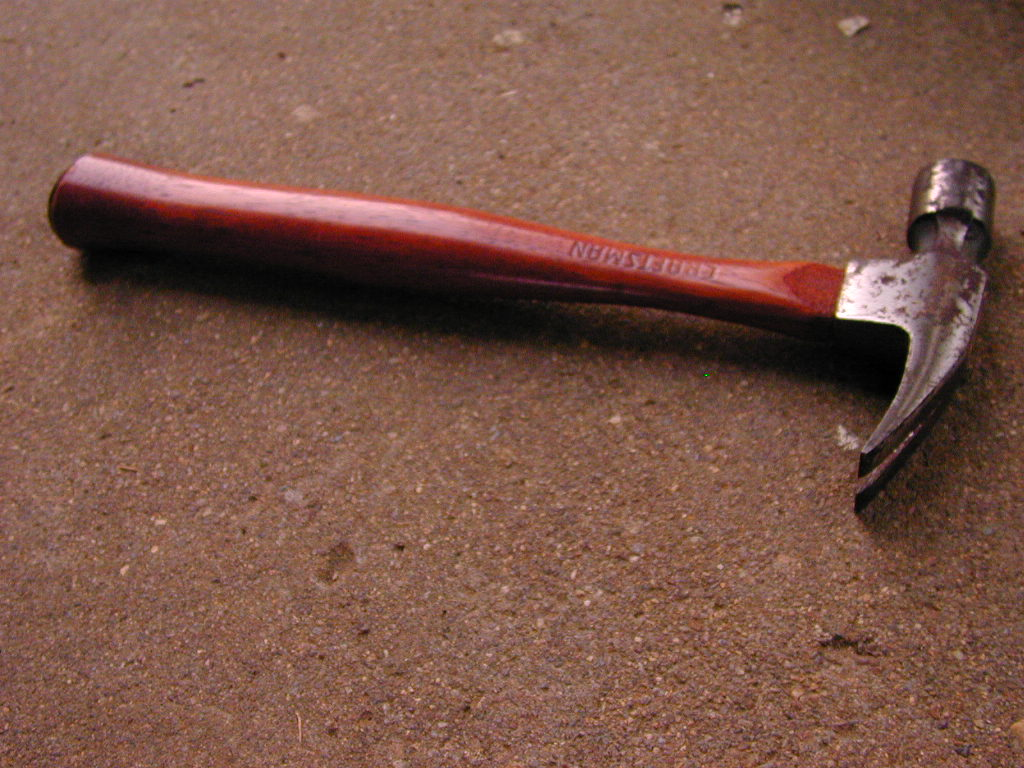
Un martillo de uña

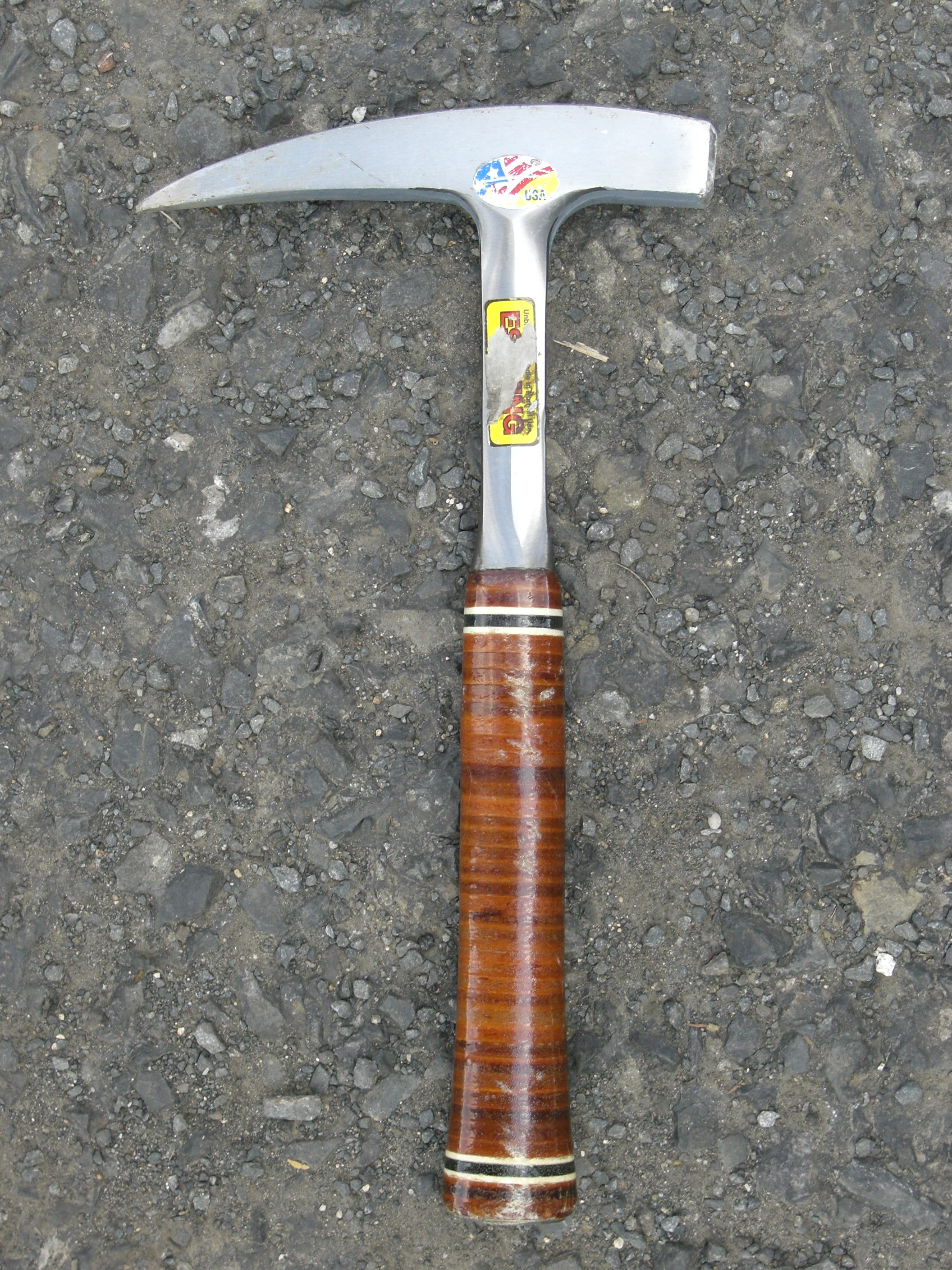
Martillo de geólogo.

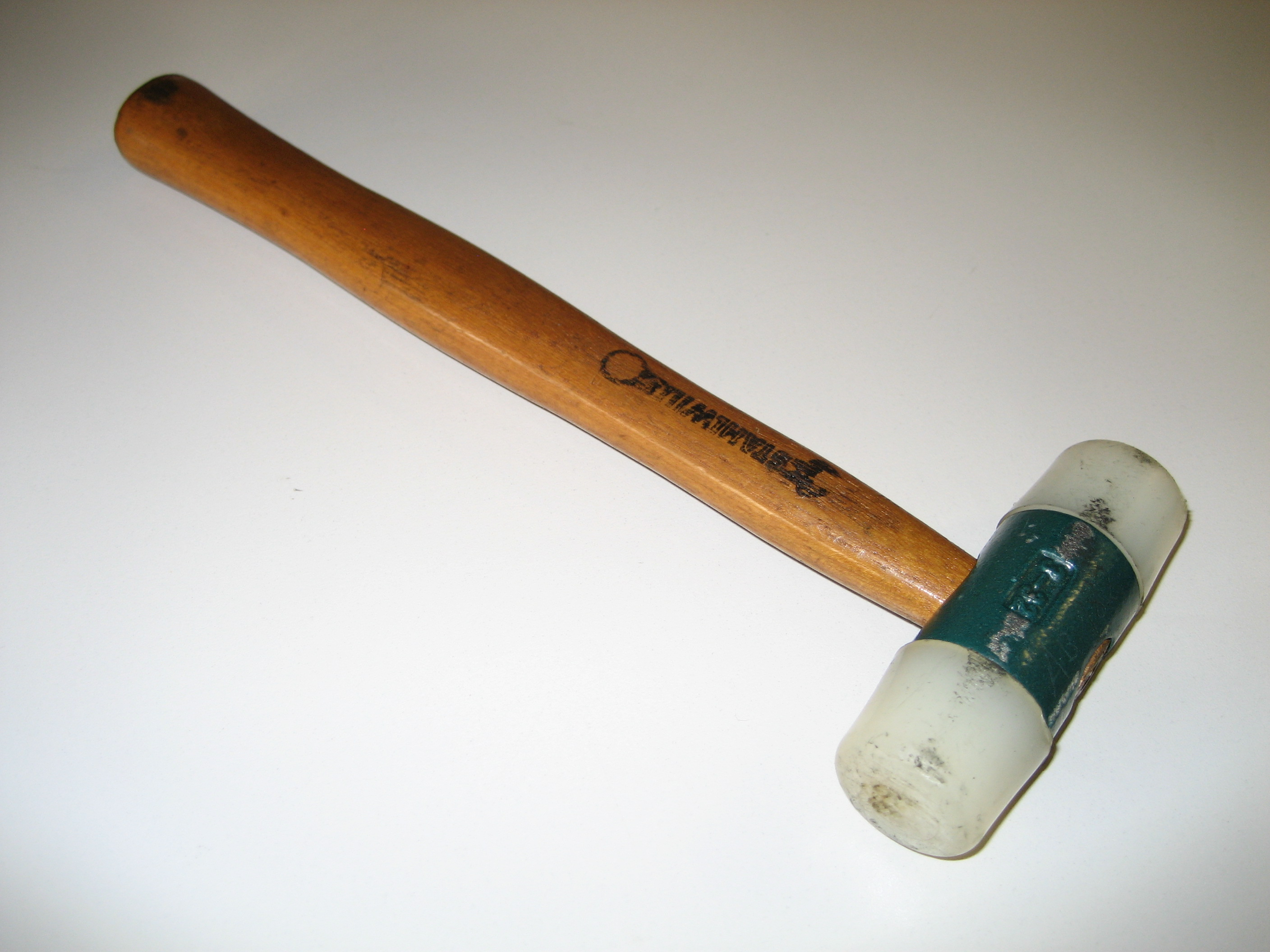
Mazo de nailon.

El martillo es una herramienta de percusión utilizada para golpear directa o indirectamente una pieza, causando su desplazamiento. El uso más común de esta herramienta suele ser para clavar (incrustar un clavo de acero en madera u otro material), calzar partes (por la acción de la fuerza, y se utiliza la química para elaborar este aplicada en el golpe que la pieza recibe) o romper una pieza. Los martillos son a menudo diseñados para un propósito especial, por lo que sus diseños son muy variados. Un tipo de martillo, el martillo de carpintero, tiene una cuña abierta en la parte trasera para arrancar clavos.
El martillo ha existido de generación en generación desde los años 8000 a.c
Martillar es el uso de un martillo en su capacidad de golpe, a diferencia de hacer palanca con su garra secundaria. Los martillos de carpintería y herrería generalmente se manejan desde una posición estacionaria contra un objetivo estacionario agarrado e impulsado con un brazo, en un largo arco plano hacia abajo, hacia abajo para agregar energía cinética hasta el impacto: pivotando principalmente alrededor del hombro y el codo, con una rotación pequeña pero enérgica de la muñeca poco antes del impacto; para impactos extremos, los movimientos simultáneos del torso y la rodilla pueden bajar la articulación del hombro durante el desplazamiento para aumentar aún más la longitud del arco del swing (pero esto es agotador). Los martillos de guerra a menudo se empuñan en planos de movimiento no verticales, con una proporción mucho mayor de entrada de energía proveniente de las piernas y las caderas, que también puede incluir un movimiento de arremetida, especialmente contra objetivos en movimiento. Se pueden balancear pequeños mazos desde las muñecas con un movimiento más pequeño, lo que permite una cadencia mucho mayor de golpes repetidos. El uso de martillos y mazos pesados para la demolición debe adaptar el golpe del martillo a la ubicación y orientación del objetivo, lo que puede requerir un golpe o movimiento de golf con agarre a dos manos.

## Historia del martillo

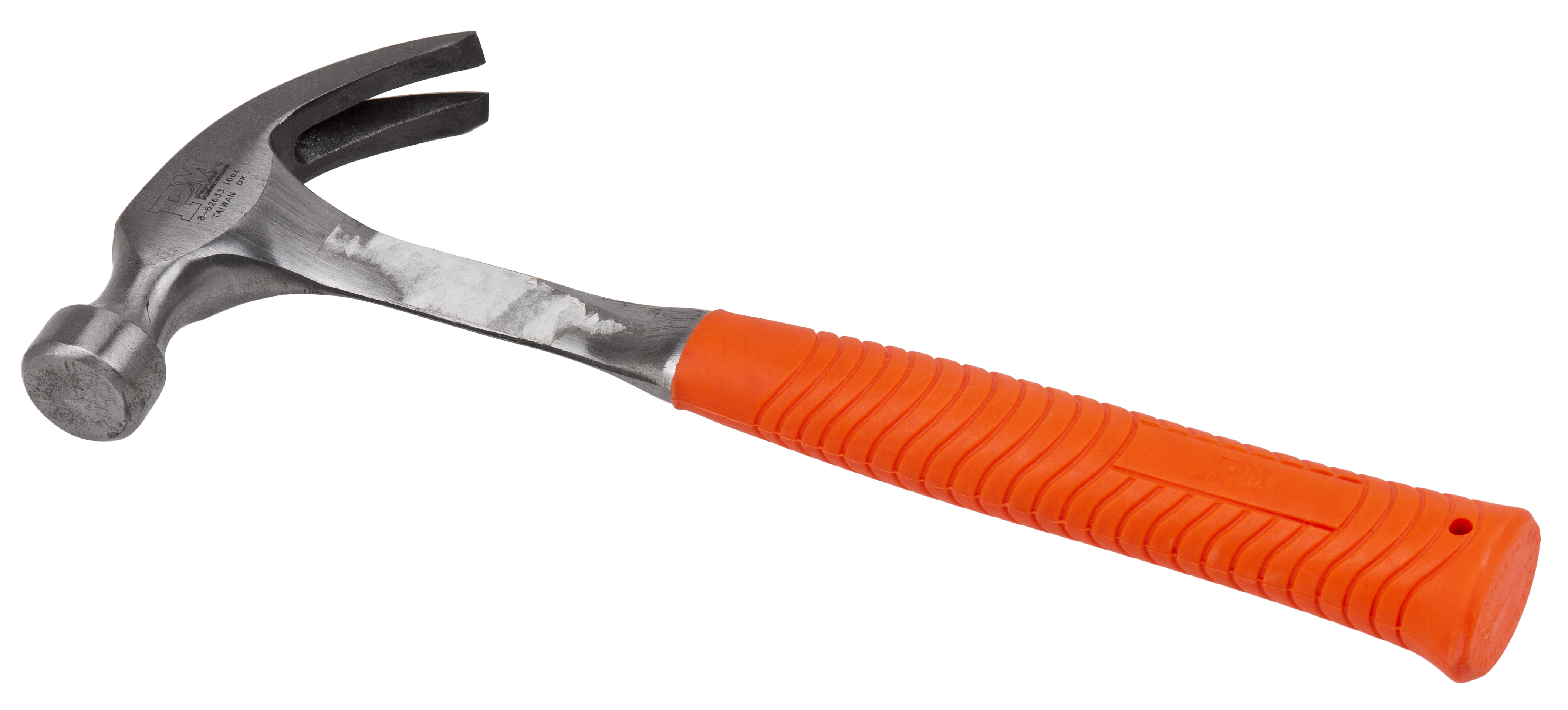
Un martillo de garra doméstico estándar.

Los primeros martillos datan de la Edad de Piedra del año 8000 a. C. Estos martillos constaban de una piedra atada a un mango con tiras de cuero.
Más tarde, en el año 4000 a. C., con el descubrimiento del cobre, los romanos comenzaron a fabricar la cabeza de los martillos en este material. Después, en el año 3500 a. C., durante la Edad del Bronce se fabricaron con este material. Tiempo después aparecieron los martillos con orificios para el mango.
En la mitología nórdica es el arma poderosa del dios Thor, con el que tiene como poder principal un rayo devastador.
El martillo fue una herramienta que la humanidad necesitó para desarrollar sus grandes habilidades y para crear numerosas construcciones a lo largo de miles de años. Ha sido, junto con los cinceles, una herramienta fundamental para tallar, desde esculturas de piedras hechas con el mármol, hasta para poner en las maderas trabas y tarugos para construir embarcaciones.
Se conoce que su uso es ancestral y tiene un origen de más de 8000 años, aunque esto es discutido ya que otros investigadores creen que se remonta al neolítico superior.
El registro arqueológico del martillo muestra que puede ser la herramienta más antigua de la que existen pruebas definitivas.

## Forma
La forma básica del martillo consiste en un mango (comúnmente de madera) con una cabeza pesada (generalmente de metal) en su extremo. Los martillos son utilizados en diferentes profesiones y es una de las herramientas básicas junto con el cuchillo.
Formas conocidas del martillo son:
- Martillo de bola
- Martillo de chapista
- Martillo de construcción, incluyendo la maza
- Martillo de galponero
- Martillo de guerra
- Martillo mecánico
- Martillo de geólogo
- Martillo de uña

- Para grandes esfuerzos existen martillos, que se utilizan en minería y en la construcción. El martillo neumático es un taladro percutor portátil que basa su funcionamiento en mecanismos de aire comprimido. Realmente funciona como un martillo, pues no agujerea sino que percute la superficie con objeto de romperla en trozos.
- También existen martillos hidráulicos con el mismo principio de funcionamiento que los martillos neumáticos solamente que aquí el fluido es aceite hidráulico en vez de aire comprimido. Estos martillos los llevan acoplado las excavadoras industriales.
- Asimismo es importante la gama de martillos no férricos que existen, con bocas de nailon, plástico, goma o madera y que son utilizados para dar golpes blandos donde no se pueda deteriorar la pieza que se está ajustando.

## Martillos más utilizados
- Martillo de orejas: su cabeza tiene dos funciones, la cara plana para clavar clavos, y la otra con ranura, para extraerlos.

- Martillo de bola: de uso en mecánica.[1] La bola sirve para concentrar los golpes en el forjado de una pieza cóncava o al deformar los bordes de un remache o roblón para realizar una unión por remachado.

- Martillo de cuña: de uso en mecánica. La cuña sirve para el corte en caliente de piezas, de forma similar al uso de la tajadera para piezas mayores, o al cortafríos para espesores menores.

- Mazos blandos: son martillos con caras de piel o plástico o goma que dañan menos que los metálicos y solo se usan con ese fin, el dañar y marcar la chapa lo menos posible.

- Martillo de peña: para trabajos ordinarios, de 300 a 350 g; el martillo de ebanista (peña) es un martillo de cuña de poco peso (100 g).

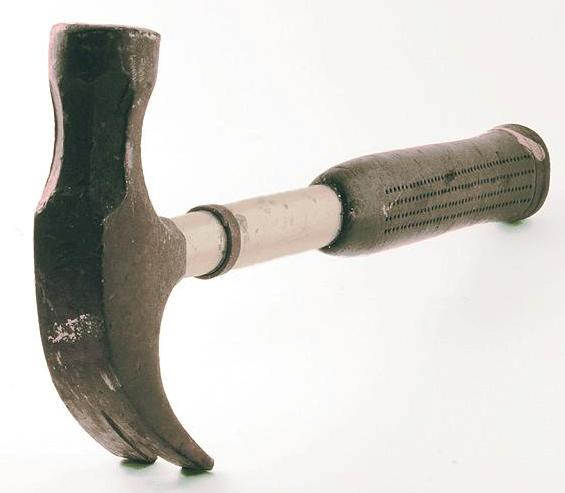
Martillo de orejas
Martillo y yunque
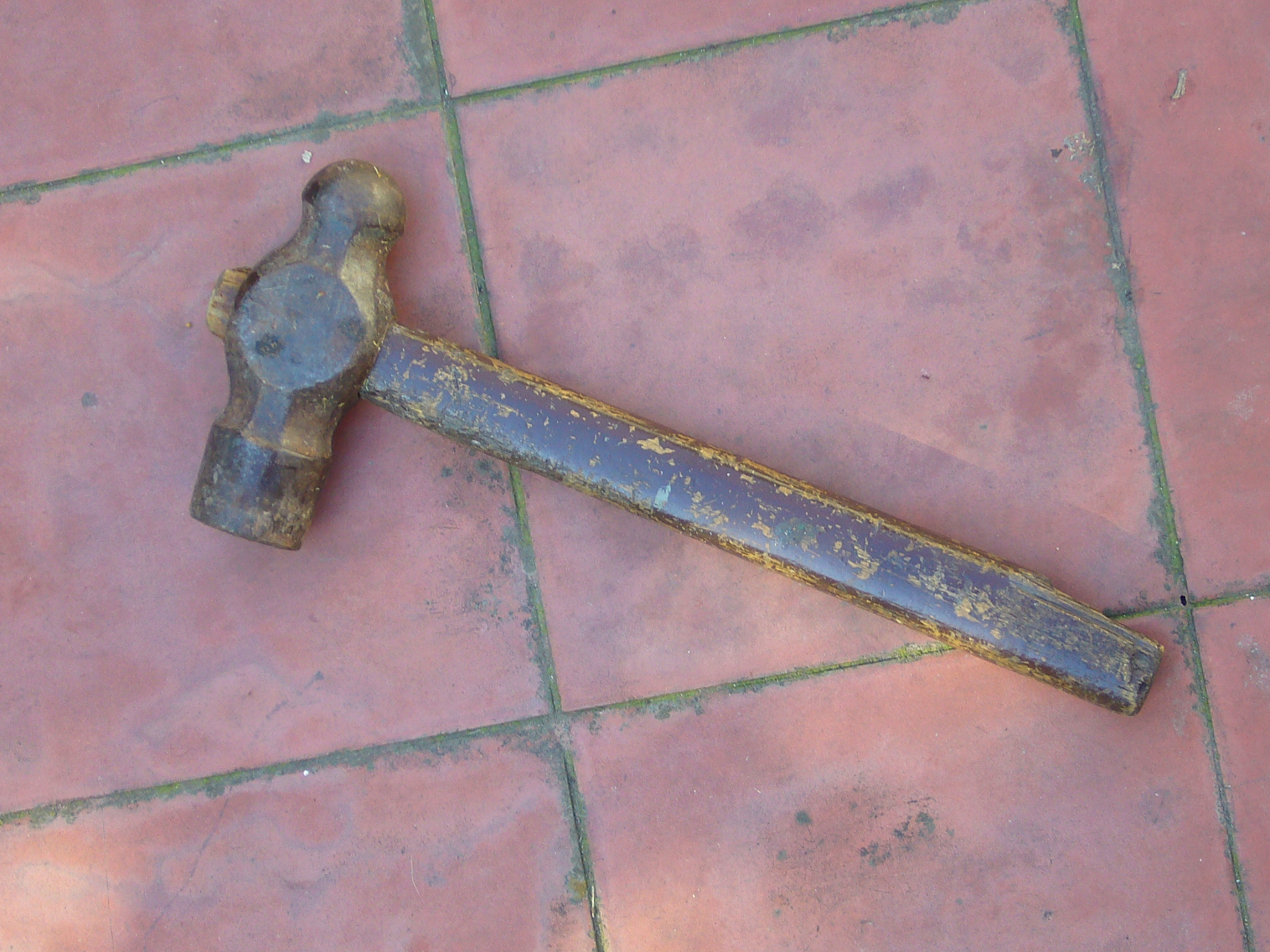
Martillo de bola
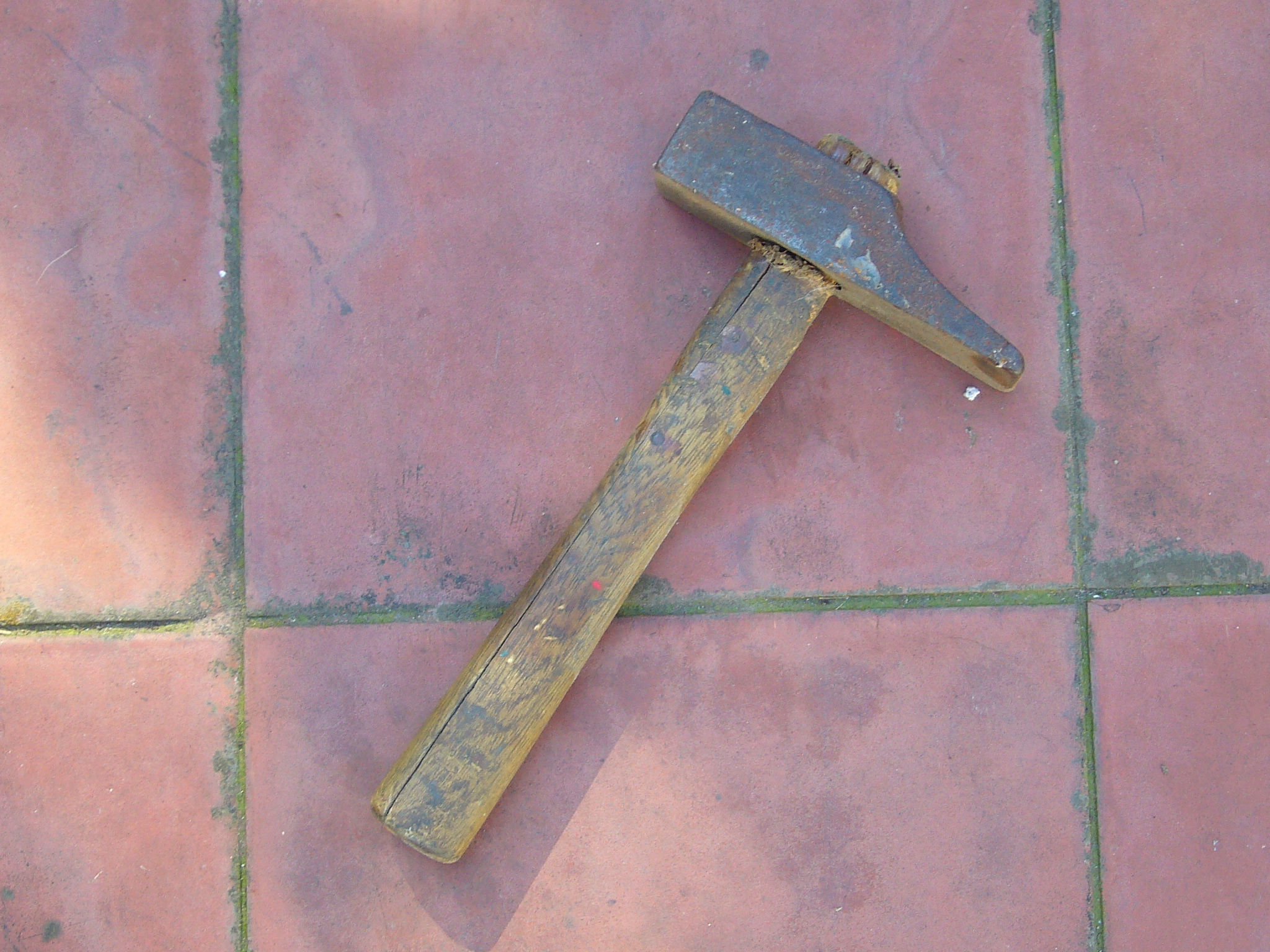
Martillo de cota
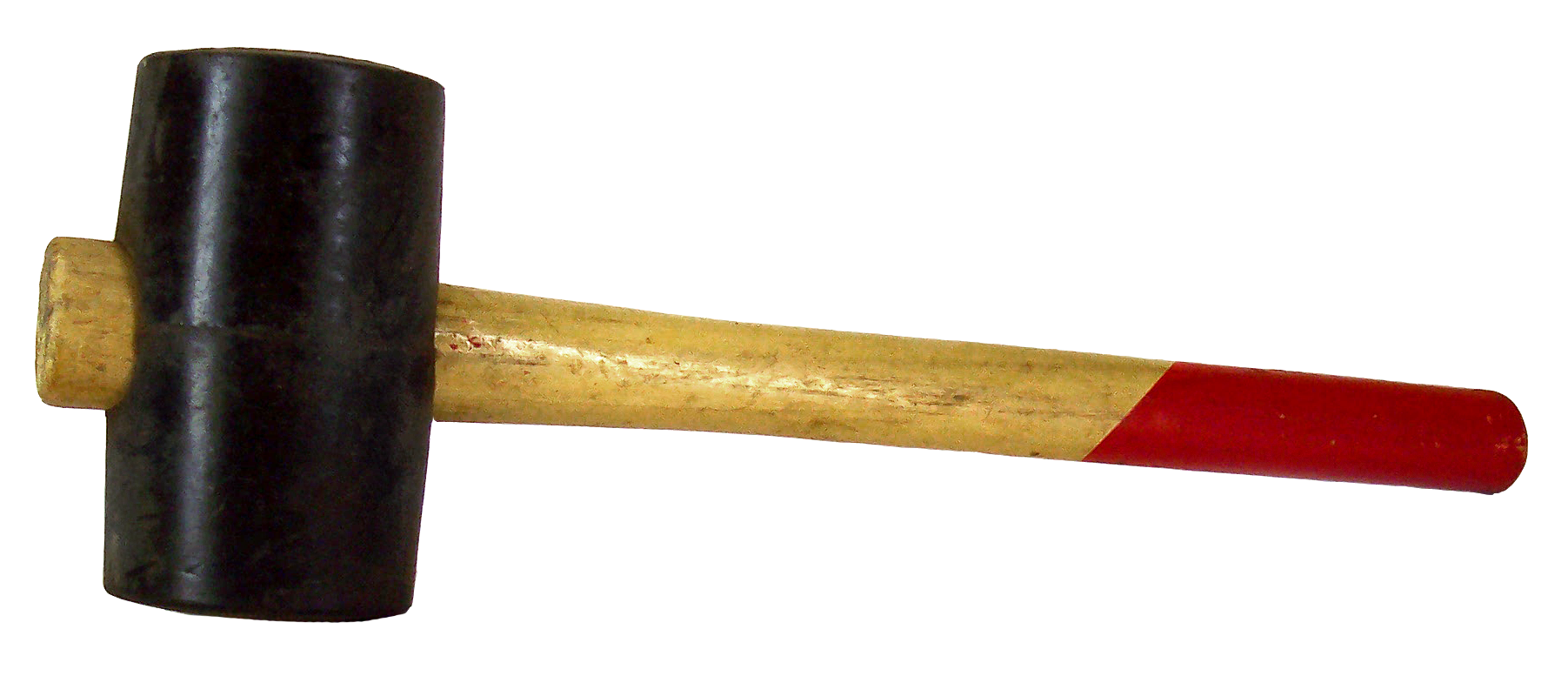
Martillo de goma

## Física

### Como amplificador de fuerza
Un martillo es un simple fuerza amplificador que funciona convirtiendo trabajo mecánico en energía cinética y viceversa.
En el balanceo que precede a cada golpe, la cabeza del martillo almacena una cierta cantidad de energía cinética -equivalente a la longitud D del balanceo por la fuerza f producida por los músculos del brazo y por la gravedad. Cuando el martillo golpea, la cabeza es detenida por una fuerza opuesta procedente del blanco, igual y opuesta a la fuerza aplicada por la cabeza al blanco. Si el objetivo es un objeto duro y pesado, o si está apoyado en algún tipo de yunque, la cabeza sólo puede recorrer una distancia d muy corta antes de detenerse. Dado que la fuerza de detención F por esa distancia debe ser igual a la energía cinética de la cabeza, se deduce que F es mucho mayor que la fuerza motriz original f -por lo general, por un factor D'/d. De esta manera, no se necesita una gran fuerza para producir una fuerza lo suficientemente fuerte como para doblar el acero, o romper la piedra más dura.

### Efecto de la masa de la cabeza
La cantidad de energía entregada al objetivo por el golpe del martillo es equivalente a la mitad de la masa de la cabeza por el cuadrado de la velocidad de la cabeza en el momento del impacto {\displaystyle (E={mv^{2} \over 2})}. Mientras que la energía entregada al objetivo aumenta linealmente con la masa, se incrementa cuadráticamente con la velocidad (ver el efecto del mango, más abajo). Las cabezas de titanio de alta tecnología son más ligeras y permiten mangos más largos, aumentando así la velocidad y entregando la misma energía con menos fatiga del brazo que la de un martillo de cabeza de acero más pesado. Una cabeza de titanio tiene alrededor de un 3% de energía retroceso y puede resultar en una mayor eficiencia y menos fatiga cuando se compara con una cabeza de acero con hasta un 30% de retroceso. Los martillos de golpe muerto utilizan una goma especial o una bala de acero para absorber la energía del retroceso, en lugar de hacer rebotar la cabeza del martillo tras el impacto.

### Efecto del mango
El mango del martillo ayuda de varias maneras. Mantiene las manos del usuario alejadas del punto de impacto. Proporciona una zona amplia que se adapta mejor al agarre de la mano. Y lo que es más importante, permite al usuario maximizar la velocidad de la cabeza en cada golpe. La principal limitación de la longitud adicional del mango es la falta de espacio para girar el martillo. Por eso los mazos, que se utilizan sobre todo en espacios abiertos, pueden tener mangos mucho más largos que un martillo de carpintero estándar. La segunda limitación más importante es más sutil. Incluso sin tener en cuenta los efectos de la fatiga, cuanto más largo sea el mango, más difícil será guiar la cabeza del martillo hacia su objetivo a toda velocidad.
La mayoría de los diseños son un compromiso entre la practicidad y la eficiencia energética. Si el mango es demasiado largo, el martillo es ineficaz, ya que aplica la fuerza en el lugar equivocado, fuera del objetivo. Con un mango demasiado corto, el martillo es ineficaz porque no aplica la fuerza suficiente, lo que requiere más golpes para completar una tarea determinada. También se han realizado modificaciones en cuanto al efecto del martillo sobre el usuario. Los mangos de materiales amortiguadores o los ángulos variables intentan facilitar que el usuario siga manejando este antiguo artefacto, incluso cuando las pistolas de clavos y otras herramientas motorizadas invaden su campo de uso tradicional.
Como los martillos deben utilizarse en muchas circunstancias, en las que no se puede dar por sentada la posición de la persona que los utiliza, se hacen concesiones en aras de la practicidad. En las zonas en las que se dispone de mucho espacio, un mango largo con una cabeza pesada (como un mazo) puede aportar la máxima cantidad de energía al objetivo. Sin embargo, no es práctico utilizar un martillo tan grande para todas las tareas, por lo que el diseño general se ha modificado repetidamente para conseguir la utilidad óptima en una amplia variedad de situaciones.

### Efecto de la gravedad
La gravedad ejerce una fuerza sobre la cabeza del martillo. Si se martilla hacia abajo, la gravedad aumenta la aceleración durante la carrera del martillo y aumenta la energía entregada con cada golpe. Si se martillea hacia arriba, la gravedad reduce la aceleración durante el golpe de martillo y, por tanto, la energía suministrada en cada golpe. Algunos métodos de martilleo, como los tradicionales martinetes mecánicos, dependen totalmente de la gravedad para la aceleración en la carrera descendente.

## Construcción y materiales
Un martillo de mano tradicional consta de una cabeza separada y un mango, que se pueden unir por medio de una cuña especial hecha para ese propósito, o por pegamento, o ambos. Este diseño de dos piezas se usa a menudo para combinar una cabeza de golpe metálica densa con un mango amortiguador mecánico no metálico (para reducir la fatiga del usuario de golpes repetidos). Si se usa madera para el mango, a menudo es nogal americano o fresno, que son materiales resistentes y duraderos que pueden disipar las ondas de choque de la cabeza del martillo. Se puede usar resina de fibra de vidrio rígida para el mango; este material no absorbe agua ni se descompone, pero no disipa los impactos tan bien como la madera.
Una cabeza de martillo suelta se considera peligrosa debido al riesgo de que la cabeza se separe del mango mientras se balancea convirtiéndose en un peligroso proyectil descontrolado. Los mangos de madera a menudo se pueden reemplazar cuando están desgastados o dañados; Hay kits especializados disponibles que cubren una variedad de tamaños y diseños de manijas, además de cuñas y espaciadores especiales para una fijación segura.
Algunos martillos son diseños de una sola pieza hechos principalmente de un solo material. Un martillo metálico de una pieza puede tener opcionalmente su mango revestido o envuelto en un material resistente como caucho para mejorar el agarre y reducir la fatiga del usuario.
La cabeza del martillo se puede revestir con una variedad de materiales que incluyen latón, bronce, madera, plástico, caucho o cuero. Algunos martillos tienen superficies de impacto intercambiables, que pueden seleccionarse según sea necesario o reemplazarse cuando se desgastan.

## Ergonomía y riesgos de lesiones
Un martillo puede causar lesiones importantes si golpea el cuerpo. Tanto los martillos manuales como los eléctricos pueden causar neuropatía periférica o una variedad de otras dolencias cuando se usan incorrectamente. Los mangos incómodos pueden causar lesión por esfuerzo repetitivo (RSI) en las articulaciones de manos y brazos, y las ondas de choque descontroladas de los impactos repetidos pueden lesionar los nervios y el esqueleto. Además, golpear objetos metálicos con un martillo puede producir pequeños proyectiles metálicos que pueden alojarse en el ojo. Por lo tanto, se recomienda usar gafas de seguridad.

## Martillo de armas
Un martillo de guerra —mejor nombrado históricamente en castellano como martillo de armas— era un arma contundente, que el guerrero mantenía casi siempre a una mano, cuya cabeza de armas fijada a un asta o mango corto siempre se componía de una parte más roma para golpear y otra más afilada (los "petos" o "pinchos") en forma de pico para estocar.
Pensado para el combate cuerpo a cuerpo, su diseño se asemeja al de un martillo y, al igual que este, consiste en una cabeza maciza de metal y un mango. Este último puede tener distintas longitudes, variando entre el de una alabarda y el de una maza. Es un arma que tuvo su auge en la Edad Media y se utilizaba para destruir las armaduras de los oponentes. La estrategia más común era llevar a varios soldados armados con maza o martillo y detrás de ellos infantería normal.

## Simbolismo

Un martillo en forma de T en la esquina superior izquierda del escudo de armas de Tampere

El martillo, al ser una de las herramientas más utilizadas por el hombre, se ha utilizado mucho en símbolos como la banderas y la heráldica. En la Edad Media, se usaba a menudo en los logotipos de los gremios de herreros, así como en muchos símbolos familiares. El martillo y pico se utilizan como símbolo de la minería.
En la mitología, los dioses Thor (nórdico) y Sucellus (celta y galo-romana) , y el héroe Hércules (Griego), todos tenían martillos que aparecen en su tradición y tenían diferentes significados. Thor, el dios del trueno y el relámpago, empuña un martillo llamado Mjölnir. Se han encontrado muchos artefactos de martillos decorativos, lo que lleva a los practicantes modernos de esta religión a usar reproducciones como un signo de su fe.
En el folclore americano, el martillo de John Henry representa la fuerza y la resistencia de un hombre.
Un partido político en Singapur, el Partido de los Trabajadores de Singapur, basó su logotipo en un martillo para simbolizar el nacionalismo cívico y la ideología de socialdemocracia del partido.
Una variante, símbolo bien conocido con un martillo en él es la Hoz y el martillo, que era el símbolo de la antigua Unión Soviética y está fuertemente vinculado al comunismo y principios del socialismo. El martillo en este símbolo representa a la clase obrera industrial (y la hoz representa a la clase obrera agrícola). El martillo se usa en algunos escudos de armas en antiguos países socialistas como Alemania del Este. Del mismo modo, el Martillo y la Espada simbolizan el Strasserismo, una rama del Nacionalsocialismo que busca atraer a la clase trabajadora. Otra variante del símbolo se usó para el partido de Corea del Norte, el Partido de los Trabajadores de Corea, incorporado con un pincel de tinta en el medio, que simboliza tanto las ideologías de Juche como Songun.
En Pink Floyd – The Wall, dos martillos cruzados se utilizan como símbolo de la toma fascista del concierto durante "In the Flesh". Esto también tiene el significado del martillo golpeando cualquier "clavo" que sobresalga.
El mazo, un pequeño mazo de madera, se usa para simbolizar un mandato para presidir una reunión o un procedimiento judicial, y una imagen gráfica de uno se usa como símbolo de la autoridad legislativa o judicial para tomar decisiones.
Judah Maccabee fue apodado "The Hammer" (el martillo), posiblemente en reconocimiento a su ferocidad en la batalla. El nombre "Macabeo" puede derivar del arameo maqqaba.
El martillo en la canción "If I Had a Hammer" representa un mensaje implacable de justicia transmitido por todo el país. La canción se convirtió en un símbolo del movimiento por los derechos civiles.